# Facimbalom
A facimbalom egy magyar népi hangszer, a cimbalom helyettesítő hangszere. Elsősorban Heves vármegyében fordult elő.

## Leírása
A facimbalomnak kb. 26 rúdja van, ami g1-a3 hangterjedelemnek felel meg. A rudak fenyőfából vagy jávorfából készültek. A magyar népzenében ritkának számít. A hangszer hangja kopogós, ezért a népzenében nem alkalmazták. A '70-es évek táncházmozgalma alatt és után felfedezetlen maradt.